# Thomas Buitink
Thomas Buitink (* 14. Juni 2000 in Nijkerk) ist ein niederländischer Fußballspieler.

## Karriere

### Verein
Buitink wechselte im Jahr 2010 vom lokalen Verein Veensche Boys in die Jugend von Vitesse Arnheim. Im Januar 2016 unterzeichnete er seinen ersten professionellen Vertrag. Seit der Saison 2016/17 spielte er in dessen Reservemannschaft, lief aber auch noch in der U-19 auf. Am 11. Februar 2018 debütierte er beim 3:1-Heimsieg gegen Feyenoord Rotterdam in der ersten Mannschaft, als er in der Schlussphase der Partie für Luc Castaignos eingewechselt wurde. In der verbleibenden Spielzeit 2017/18 wurde er in drei weiteren Spielen eingetauscht. Anfangs nur sporadisch eingesetzt, drang er im Endspurt der folgenden Saison 2018/19 in die Startformation vor. In seinem ersten Einsatz von Beginn an, am 2. März 2019 (24. Spieltag), beim 4:1-Heimsieg gegen den NAC Breda, konnte er sein erstes Tor in der Eredivisie erzielen. Ende März erzielte er beim 3:3-Unentschieden gegen den ADO Den Haag alle drei Treffer seiner Mannschaft. Am Ende der Spielzeit hatte er in 17 Ligaeinsätzen sieben Tore erzielt. In der folgenden Spielzeit 2019/20 gelang ihm in 17 Ligaspielen kein einziger Treffer.
Auch die Saison 2020/21 verlief für den Stürmer nicht nach Plan und er rutschte in der Hackordnung immer weiter zurück. Im Januar 2021 wurde er zwecks Spielpraxis bis zum Saisonende an den PEC Zwolle verliehen. Anschließend kam er wieder regelmäßiger für Arnheim zum Einsatz und absolvierte dort auch vier Partien in den Play-offs zur UEFA Europa Conference League. Dabei erzielte Buitlink beim 2:1-Heimsieg gegen AZ Alkmaar einen Treffer, doch im Rückspiel unterlag man mit 1:6 und schied aus. In der Rückrunde 2022/23 lief er dann leihweise für den Ligarivalen Fortuna Sittard auf und im Sommer 2024 wechselte er fest zum PEC Zwolle.

### Nationalmannschaft
Zwischen 2015 und 2019 absolvierte Buitink insgesamt 49 Partien für diverse Jugendnationalmannschaften der Niederlande und erzielte dabei 14 Treffer.